# Faxon (Oklahoma)
Faxon es un pueblo ubicado en el condado de Comanche en el estado estadounidense de Oklahoma. En el año 2010 tenía una población de 136 habitantes y una densidad poblacional de 194,29 personas por km².

## Geografía
Faxon se encuentra ubicado en las coordenadas 34°27′30″N 98°34′47″O / 34.45833, -98.57972 (34.458327, -98.579721).

## Demografía
Según la Oficina del Censo en 2000 los ingresos medios por hogar en la localidad eran de $25,000 y los ingresos medios por familia eran $31,250. Los hombres tenían unos ingresos medios de $30,833 frente a los $21,250 para las mujeres. La renta per cápita para la localidad era de $13,630. Alrededor del 13.8% de la población estaban por debajo del umbral de pobreza.